# Рабиновиц, Дэвид
| Открытые астероиды: 7 Все открытия сделаны совместно с Майкл Браун и Чедвик Трухильо | Открытые астероиды: 7 Все открытия сделаны совместно с Майкл Браун и Чедвик Трухильо |
| ------------------------------------------------------------------------------------ | ------------------------------------------------------------------------------------ |
| (90377) Седна                                                                        | 14 ноября 2003                                                                       |
| (90482) Орк                                                                          | 17 февраля 2004                                                                      |
| (120178) 2003 OP32                                                                   | 26 июля 2003                                                                         |
| (120348) 2004 TY364                                                                  | 3 октября 2004                                                                       |
| (136199) Эрида                                                                       | 21 октября 2003                                                                      |
| (136472) Макемаке                                                                    | 31 марта 2005                                                                        |
| (175113) 2004 PF115                                                                  | 7 августа 2004                                                                       |
| (445473) 2010 VZ98                                                                   | 11 ноября 2010                                                                       |

Дэвид Линкольн Рабиновиц (также Рабинович, англ. David Lincoln Rabinowitz; 1960) — американский астроном и первооткрыватель ТНО из Йельского университета, занимающийся исследованием пояса Койпера и внешней областью Солнечной системы, помогая понять происхождение и эволюцию Солнечной системы. В период с 2003 по 2005 год совместно с Майклом Брауном и Чедвиком Трухильо им было открыто в общей сложности 7 крупных транснептуновых объектов (из них 5 плутоидов), два из которых получили статус карликовой планеты ((136199) Эрида и (136472) Макемаке).
Помимо транснептуновых объектов он также очень активно занимается проблемой околоземных астероидов. Его исследования позволили снизить предполагаемое количество АСЗ диаметром более километра в два раза (с 1000—2000 до 500—1000). Он также участвовал в поисках квазаров и сверхновых звёзд.
Совместно с Томом Герельсом из Аризонского университета в рамках программы spacewatch он также обнаружил несколько более мелких астероидов, таких как, например, астероиды (5145) Фол и 1991 BA (англ.).
В знак признания его заслуг одному из астероидов было присвоено его имя (5040) Рабиновиц.